# A Taça do Mundo É Nossa
A Taça do Mundo é Nossa é uma canção de autoria de Wagner Maugeri, Lauro Müller, Maugeri Sobrinho e Victor Dagô, composta para as comemorações após a Seleção Brasileira de Futebol ter vencido a Copa do Mundo FIFA de 1958 na Suécia.